# Barueri
23°30′40″N 46°52′35″T / 23,51111°N 46,87639°T
Barueri là một thành phố ở bang São Paulo, Brasil. Thành phố này có dân số (năm 2006) khoảng 265.549 dân, mật độ dân số 4.149,2 người/1 km² với diện tích 64 km².
Thành phố này giáp Santana de Parnaíba về phía bắc, Osasco về phía đông, Carapicuíba về phía đông nam, Jandira về phía nam và tây nam và Itapevi về phía tây. Thành phố này có tuyến đường sắt B của Companhia Paulista de Trens Metropolitanos (Công ty đường sắt đô thị São Paulo), (CPTM).
Thành phố này có lịch sử từ ngày 11 tháng 11 năm 1560 với việc thành lập Nossa Senhora Da Escada Chapel bởi nhà truyền đạo José de Anchieta và khu định cư sau đó. Ngôi làng này đã phát triển khi tuyến đường sắt được xây năm 1870 và đưa vào sử dụng năm 1875, biến Barueri thành một điểm nối quan trọng giữa São Paulo, Santana de Parnaíba và Pirapora do Bom Jesus. Lúc này vẫn còn thuộc thành phố Santana de Parnaíba, Barueri được lập thành thành phố riêng vào ngày 24 tháng 12 năm 1948.
Câu lạc bộ bóng đá nổi bật nhất thành phố là Grêmio Barueri chơi tại Arena Barueri.